# Marcel Roele
Marcel Roele (31 augustus 1961 - 9 januari 2011) was een Nederlandse wetenschapsjournalist, sociobioloog en politicoloog.
Roele was vaste medewerker van het tijdschrift HP/De Tijd en werkte als freelancer voor een breed scala aan bladen. Verder verscheen hij anno 2005 regelmatig op radio en televisie was hij veelgevraagd spreker op symposia, congressen en corporate events. Hij gaf voordrachten, leverde commentaar of was discussiepartner in een forum. Roele was verbonden aan de libertarische denktank MeerVrijheid en de gelijknamige website.
Roele schreef een drietal boeken: 'De Mietjesmaatschappij', 'De eeuwige lokroep. Over seks, sekseverschillen en relaties' en 'De menselijke soort'. Een vierde boek waaraan hij werkte heeft hij door zijn dood niet kunnen afronden.